# Ernie Collett
Pour les articles homonymes, voir Collett.
Ernest John Collett, plus connu sous son surnom Ernie Collett (né le 3 mars 1895 à Toronto province de l'Ontario - mort le 21 décembre 1951), est un joueur canadien de hockey sur glace.

## Carrière de joueur
Il a remporté à la Coupe Allan avec les Granites de Toronto. L'équipe a été choisie pour représenter le Canada aux Jeux olympiques de 1924. Elle a remporté l'or. Il a été porte-drapeau de la sélection canadienne.